# Heterodermia paradoxa
Heterodermia paradoxa är en lavart som beskrevs av Schumm & Schäfer-Verwimp. Heterodermia paradoxa ingår i släktet Heterodermia och familjen Physciaceae.   Inga underarter finns listade i Catalogue of Life.